# Trichocerca brevistyla
Trichocerca brevistyla är en hjuldjursart som först beskrevs av Lucks 1912.  Trichocerca brevistyla ingår i släktet Trichocerca och familjen Trichocercidae. Inga underarter finns listade i Catalogue of Life.